# Vijver

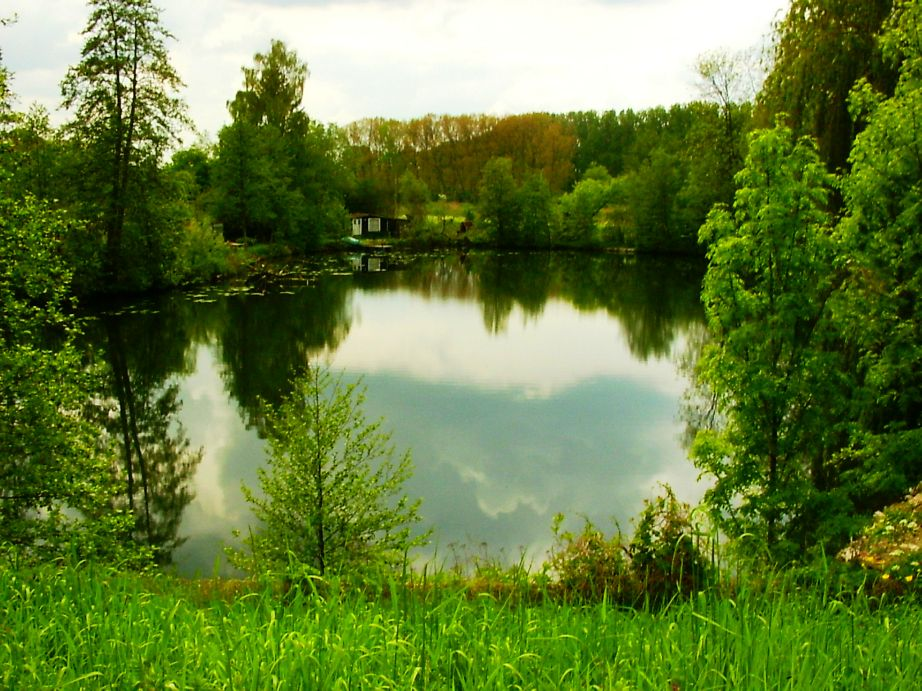
Vijver in Dendermonde

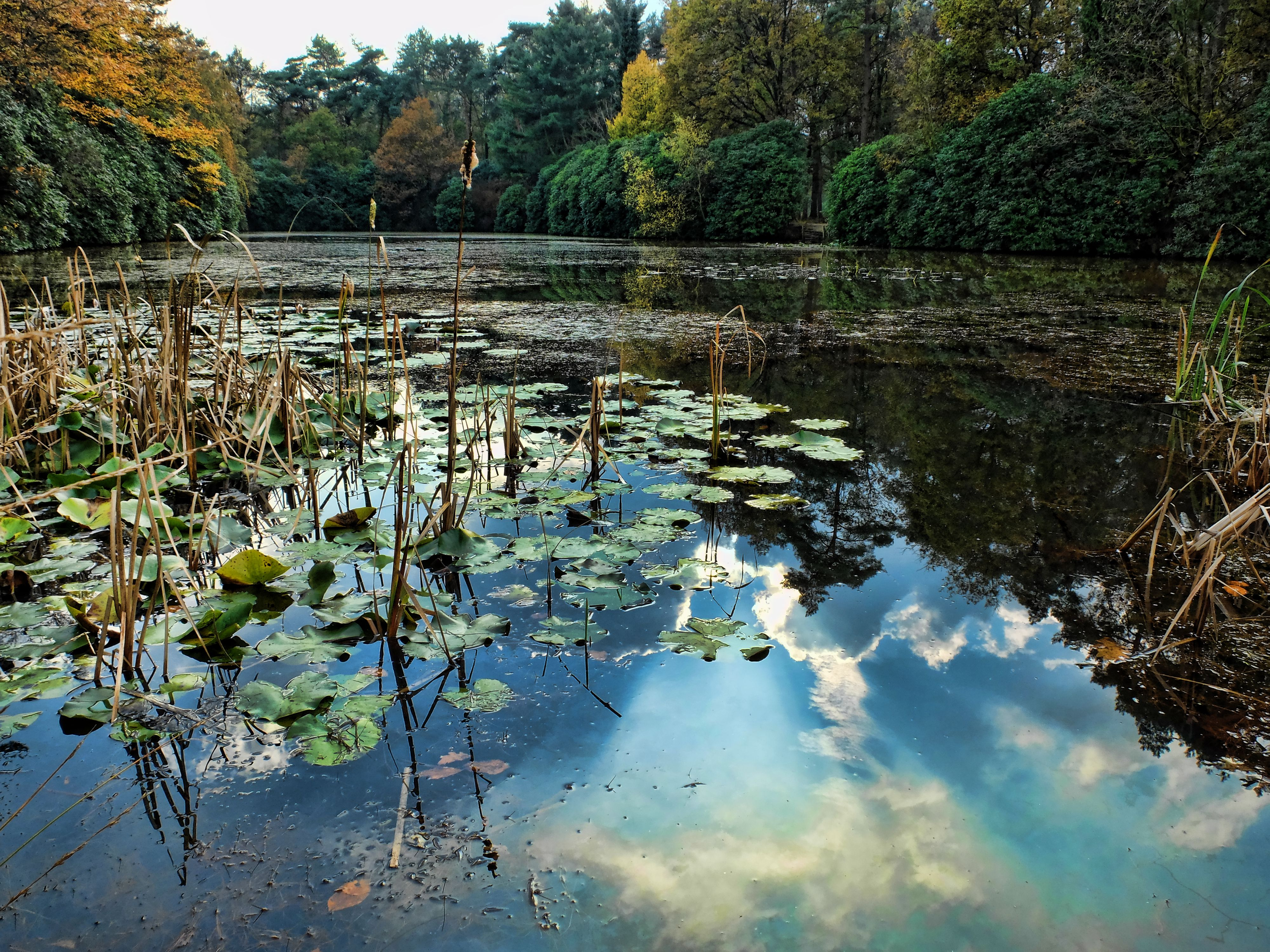
Vijver met waterlelies in het park De Uitlegger in Brasschaat

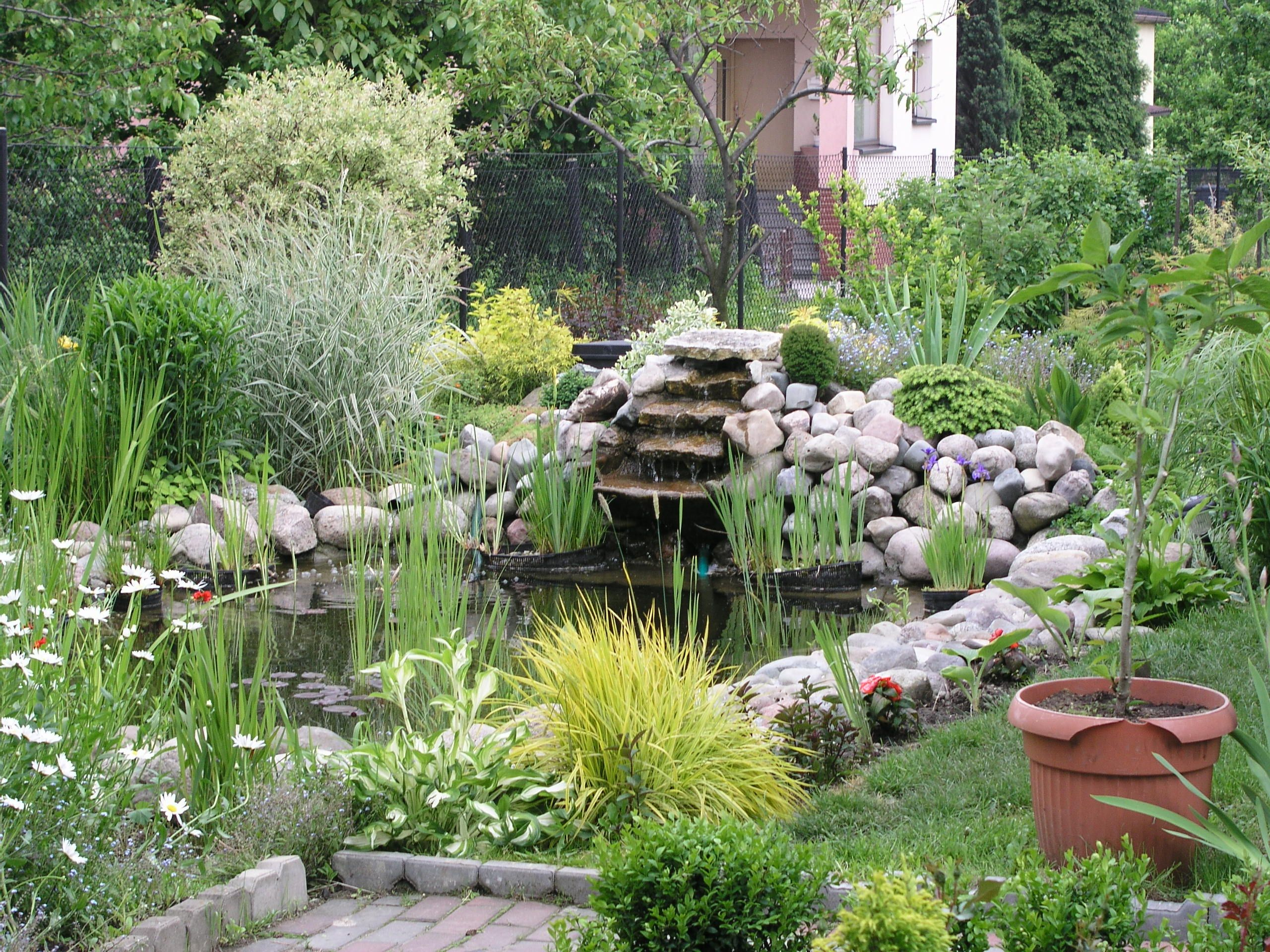
Vijver in een particuliere tuin

Een vijver is een door de mens aangelegd, relatief klein meer.

## Nut
Vijvers waren vroeger belangrijk als drinkplaats voor het vee, kolk bij een poldermolen of bassin boven een watermolen. Ook nu nog dienen ze vaak mede voor de berging van water, als mogelijkheid om water uit overstorten op te vangen en als potentiële reservoirs voor bluswater.
Visvijvers worden gebruikt voor het kweken of het bewaren van consumptievis.

## Verfraaiing
Vijvers zijn in stedelijke gebieden vaak aangelegd ter de verfraaiing van parken en andere tuinen. Grote siervijvers zijn te vinden in tuinen van paleizen en kastelen zoals de vele vijvers in de Franse tuin van het Kasteel van Versailles.

## Liefhebberij
In Nederland en België treft men in relatief veel tuinen een siervijver aan. Deze wordt doorgaans aangelegd om een zogenaamd 'nat element' in de tuin te creëren, wat een sfeerverhogende werking heeft. Naar schatting zijn er in Nederland en België samen circa 1,2 miljoen grotere of kleinere tuinvijvers. Veel vijvers worden door hobbyisten speciaal ingericht voor het houden van siervissen. Vijvers worden soms ook aangelegd om sierwatervogels te huisvesten.

## Uitvoering
Siervijvers kunnen voorzien zijn van een ondoordringbare leembodem of ze worden gemaakt van beton. Bij de aanleg van kleinere vijvers wordt veel gebruikgemaakt van folie van pvc of rubber. Er bestaan ook voorgevormde vijverbakken van kunststof die in de tuin ingegraven kunnen worden. Soms wordt er een fontein in een vijver geplaatst, ter verfraaiing of om extra zuurstof in het water te brengen.